# ResourceSat-2A
Resourcesat 2A ist ein Erdbeobachtungssatellit der indischen Raumfahrtbehörde ISRO und der Nachfolgesatellit von ResourceSat-1 und ResourceSat-2.
Er wurde am 7. Dezember 2016 um 4:54 UTC mit einer PSLV-Trägerrakete vom Raketenstartplatz Satish Dhawan Space Centre in eine sonnensynchrone Umlaufbahn gebracht.
Der dreiachsenstabilisierte Satellit ist wie Resourcesat 2 mit drei Kameras ausgerüstet, die im sichtbaren und im Infrarotbereich arbeiten und eine maximale Auflösung 5,8 Metern liefern. Sie sind weiterentwickelte Versionen der Kameras, die beim 2003 gestarteten Vorgänger ResourceSat-1 zum Einsatz kamen. So wurde beim hochauflösenden Zeilenscanner LISS-4 (Linear Imaging Self Scanner) die Schwadbreite von 23 auf 70 km erhöht. Gleichzeitig kann die Kamera von LISS-4 für Aufnahmen bis zu 26° aus der senkrechten geschwenkt werden.
| Nutzlast       | LISS-4                                 | LISS-3                                              | AWiFS                                               |
| -------------- | -------------------------------------- | --------------------------------------------------- | --------------------------------------------------- |
| Auflösung      | 5,8 m                                  | 23,5 m                                              | 56 m                                                |
| Schwadbreite   | 70 km                                  | 141 km                                              | 740 km                                              |
| Spektralbänder | 0,52–0,59 µm 0,62–0,68 µm 0,77–0,86 µm | 0,52–0,59 µm 0,62–0,68 µm 0,77–0,86 µm 1,55–1,70 µm | 0,52–0,59 µm 0,62–0,68 µm 0,77–0,86 µm 1,55–1,70 µm |
| Farbtiefe      | 10 Bit                                 | 10 Bit                                              | 12 Bit                                              |
| Datenrate      | 105 MBPS                               | 105 MBPS                                            | 105 MBPS                                            |

Der Satellit verwendet zur Stabilisierung Reaktionsräder, Magnettorquer und Hydrazin-Triebwerke. Die zwei Solarzelleflügel mit einer Größe von je nach 1,4 × 1,8 m liefern eine Leistung von 1.250 W (End Of Life) und werden durch zwei Nickel-Cadmium-Akkumulatoren von 24 Ah Kapazität ergänzt. Die Speicherung der aufgenommenen Bilder erfolgt auf zwei Solid-State-Drives mit einer Kapazität von je 200 Gigabyte.